# Оппенхаймер, Питер
Питер Оппенхаймер (англ. Peter Oppenheimer; род. 1963) — американский финансист. Член совета директоров банка Goldman Sachs. Бывший старший вице-президент и главный финансовый директор корпорации Apple Inc. (2004—2014).

## Биография
Окончил Калифорнийский политехнический университет в Сан-Луис-Обиспо (Калифорния), получив степень в области экономики.
В 1988—1992 годах работал консультантом по информационным технологиям в аудиторской компании Coopers & Lybrand, LLP (в 1998 году после слияния компаний Price Waterhouse и Coopers & Lybrand была образована современная PricewaterhouseCoopers).
В 1992—1996 годах работал в отделе финансового директора компании Automatic Data Processing, Inc. (ADP).
В 1996 году начал работать в компании Apple в должности финансового контролёра по Америке.
В 1997 году стал вице-президентом и финансовым контролёром мировых продаж, а затем поднялся на должность главного финансового контролёра.
И в 2004 году был назначен финансовым директором. За время его работы в этой должности годовой доход Apple вырос более чем в 20 раз. Питер руководил разработкой чёткой глобальной финансовой стратегии, надёжных систем и процедур, а также балансовой отчётности на самом высоком уровне. Под его руководством компания Apple выстроила финансовую команду мирового уровня.
В начале марте 2014 года пресс-служба корпорации Apple Inc. объявила, что Питер Оппенхаймер принял решение покинуть корпорацию и его должность в качестве нового старшего вице-президента и главного финансового директора займёт Лука Маэстри. Для плавного перехода Лука Маэстри вступит в должность в июне 2014 года, но для постепенной передачи обязанностей и обмена опытом он будет занимать должность CFO на равных условиях с Оппенхаймером до конца сентября 2014 года.
Питер много лет входит в совет директоров учебного заведения Калифорнийский политехнический университет — места, где он учился. А в 2014 году вошёл в совет директоров банка Goldman Sachs.